# Lista de episódios de Orange Is the New Black
Esta é a lista de episódios de Orange Is the New Black, uma série de televisão que apresenta Piper Chapman, uma mulher feliz de Nova York que é enviada para a prisão federal feminina por transportar, dez anos antes, uma mala cheia de dinheiro de drogas através de fronteiras internacionais para a sua namorada de então, Alex Vause. Orange Is the New Black é uma série de drama e comédia transmitida pela Netflix nos Estados Unidos e em todo o mundo. Desenvolvida por Jenji Kohan, a série se passa em uma prisão federal feminina.
A primeira temporada foi emitida em 11 de julho de 2013 e muito comentada por telespectadores, criando um reconhecimento ótimo para uma estreia de série. As temporadas seguintes também não decepcionaram a nível de reconhecimento. Antes mesmo da estreia da primeira temporada, a Netflix garantiu a série uma renovação para uma segunda temporada. Um dos fatores que deram um ótimo reconhecimento para a série foi a ampla aclamação pela crítica especialista, uma vez que recebeu a avaliação de 79/100 do site agregador de arte Metacritic.

## Resumo
| Temporada | Temporada | Episódios | Episódios | Originalmente lançado |
| --------- | --------- | --------- | --------- | --------------------- |
|           | 1         | 13        | 13        | 11 de julho de 2013   |
|           | 2         | 13        | 13        | 6 de junho de 2014    |
|           | 3         | 13        | 13        | 11 de junho de 2015   |
|           | 4         | 13        | 13        | 17 de junho de 2016   |
|           | 5         | 13        | 13        | 9 de junho de 2017    |
|           | 6         | 13        | 13        | 27 de julho de 2018   |
|           | 7         | 13        | 13        | 26 de julho de 2019   |

## Episódios

### 1ª temporada (2013)
| N.º na série | N.º na temp. | Título                                             | Dirigido por       | Escrito por                 | Personagem(ens) em Destaque | Lançamento          |
| ------------ | ------------ | -------------------------------------------------- | ------------------ | --------------------------- | --------------------------- | ------------------- |
| 1            | 1            | "I Wasn't Ready" "(Eu Não Estava Pronta)"          | Michael Trim       | Liz Friedman & Jenji Kohan  | Piper                       | 11 de julho de 2013 |
| 2            | 2            | "Tit Punch" "(Soco no Seio)"                       | Uta Briesewitz     | Marco Ramirez               | Red & Piper                 | 11 de julho de 2013 |
| 3            | 3            | "Lesbian Request Denied" "(Pedido Lésbico Negado)" | Jodie Foster       | Sian Heder                  | Sophia & Piper              | 11 de julho de 2013 |
| 4            | 4            | "Imaginary Enemies" "(Inimigos Imaginários)"       | Michael Trim       | Gary Lennon                 | Miss Claudette              | 11 de julho de 2013 |
| 5            | 5            | "The Chickening" "(A Galinha)"                     | Andrew McCarthy    | Nick Jones                  | Aleida & Daya               | 11 de julho de 2013 |
| 6            | 6            | "WAC Pack" "(Loucas de Dar Nó)"                    | Michael Trim       | Lauren Morelli              | Nicky & Piper               | 11 de julho de 2013 |
| 7            | 7            | "Blood Donut" "(Donut Sangrento)"                  | Matthew Penn       | Sara Hess                   | Watson                      | 11 de julho de 2013 |
| 8            | 8            | "Moscow Mule" "(Mula de Moscou)"                   | Phil Abraham       | Marco Ramirez               | Red                         | 11 de julho de 2013 |
| 9            | 9            | "Fucksgiving" "(Dia de Ação de Nada)"              | Michael Trim       | Sian Heder                  | Alex                        | 11 de julho de 2013 |
| 10           | 10           | "Bora Bora Bora" "(Bora Bora Bora)"                | Andrew McCarthy    | Nick Jones                  | Piper & Tricia              | 11 de julho de 2013 |
| 11           | 11           | "Tall Men with Feelings" "(Altos e Sensíveis)"     | Constantine Makris | Lauren Morelli              | Piper & Alex                | 11 de julho de 2013 |
| 12           | 12           | "Fool Me Once" "(Quem com Ferro Fere...)"          | Andrew McCarthy    | Sara Hess                   | Pennsatucky                 | 11 de julho de 2013 |
| 13           | 13           | "Can't Fix Crazy" "(Loucura Não Se Cura)"          | Michael Trim       | Tara Herrmann & Jenji Kohan | nenhum                      | 11 de julho de 2013 |

### 2ª temporada (2014)
| N.º na série | N.º na temp. | Título                                                         | Dirigido por             | Escrito por                 | Personagem(ens) em Destaque | Lançamento         |
| ------------ | ------------ | -------------------------------------------------------------- | ------------------------ | --------------------------- | --------------------------- | ------------------ |
| 14           | 1            | "Thirsty Bird" "(Pássaro com Sede)"                            | Jodie Foster             | Tara Herrmann & Jenji Kohan | Piper                       | 6 de junho de 2014 |
| 15           | 2            | "Looks Blue, Tastes Red" "(É Azul, Mas Tem Gosto de Vermelho)" | Michael Trim             | Jenji Kohan                 | Taystee                     | 6 de junho de 2014 |
| 16           | 3            | "Hugs Can Be Deceiving" "(Aquele Abraço)"                      | Michael Trim             | Lauren Morelli              | Suzanne                     | 6 de junho de 2014 |
| 17           | 4            | "A Whole Other Hole" "(O Buraco é Mais em Cima)"               | Phil Abraham             | Sian Heder                  | Lorna                       | 6 de junho de 2014 |
| 18           | 5            | "Low Self Esteem City" "(Presas Fáceis)"                       | Andrew McCarthy          | Nick Jones                  | Gloria                      | 6 de junho de 2014 |
| 19           | 6            | "You Also Have a Pizza" "(E Acaba em Pizza)"                   | Allison Anders           | Stephen Falk                | Poussey                     | 6 de junho de 2014 |
| 20           | 7            | "Comic Sans" "(Negócios à Parte)"                              | Andrew McCarthy          | Sara Hess                   | Black Cindy                 | 6 de junho de 2014 |
| 21           | 8            | "Appropriately Sized Pots" "(O Vazo Certo)"                    | Daisy von Scherler Mayer | Alex Regnery & Hartley Voss | Rosa                        | 6 de junho de 2014 |
| 22           | 9            | "40 Oz. of Furlough" "(Saída Temporária)"                      | S. J. Clarkson           | Lauren Morelli              | Red                         | 6 de junho de 2014 |
| 23           | 10           | "Little Mustachioed Shit" "(Filho de Bigode)"                  | Jennifer Getzinger       | Sian Heder                  | Piper & Alex                | 6 de junho de 2014 |
| 24           | 11           | "Take a Break from Your Values" "(Idealistas Unidos)"          | Constantine Makris       | Nick Jones                  | Irmã Ingalls                | 6 de junho de 2014 |
| 25           | 12           | "It Was the Change" "(A Tempestade)"                           | Phil Abraham             | Sara Hess                   | Vee                         | 6 de junho de 2014 |
| 26           | 13           | "We Have Manners. We're Polite." "(Gentileza é Fundamental)"   | Constantine Makris       | Jenji Kohan                 | nenhum                      | 6 de junho de 2014 |

### 3ª temporada (2015)
| N.º na série | N.º na temp. | Título                                                    | Dirigido por        | Escrito por                   | Personagem(ens) em Destaque | Lançamento          |
| ------------ | ------------ | --------------------------------------------------------- | ------------------- | ----------------------------- | --------------------------- | ------------------- |
| 27           | 1            | "Mother's Day" "(Dia das Mães)"                           | Andrew McCarthy     | Jenji Kohan                   | vários                      | 11 de junho de 2015 |
| 28           | 2            | "Bed Bugs and Beyond" "(Percevejos e Mais)"               | Constantine Makris  | Jim Danger Gray               | Bennett                     | 11 de junho de 2015 |
| 29           | 3            | "Empathy Is a Boner Killer" "(Empatizou, o Clima Acabou)" | Michael Trim        | Nick Jones                    | Nicky                       | 11 de junho de 2015 |
| 30           | 4            | "Finger in the Dyke" "(A Caminho da Redenção)"            | Constantine Makris  | Lauren Morelli                | Big Boo                     | 11 de junho de 2015 |
| 31           | 5            | "Fake It Till You Fake It Some More" "(Tudo Fake)"        | Nicole Holofcener   | Tara Herrmann                 | Flaca                       | 11 de junho de 2015 |
| 32           | 6            | "Ching Chong Chang" "(Xing Ling)"                         | Anthony Hemingway   | Sara Hess                     | Chang                       | 11 de junho de 2015 |
| 33           | 7            | "Tongue-Tied" "(O Gato Comeu)"                            | Julie Anne Robinson | Sian Heder                    | Norma                       | 11 de junho de 2015 |
| 34           | 8            | "Fear, and Other Smells" "(O Medo e Outros Cheiros)"      | Mark A. Burley      | Nick Jones                    | Alex                        | 11 de junho de 2015 |
| 35           | 9            | "Where My Dreidel At" "(Onde Foi Parar o Meu Dreidel?)"   | Andrew McCarthy     | Jordan Harrison               | Leanne                      | 11 de junho de 2015 |
| 36           | 10           | "A Tittin' and a Hairin'" "(Peitinho)"                    | Jesse Peretz        | Lauren Morelli                | Pennsatucky                 | 11 de junho de 2015 |
| 37           | 11           | "We Can Be Heroes" "(O Herói em Cada Um)"                 | Phil Abraham        | Sian Heder                    | Caputo                      | 11 de junho de 2015 |
| 38           | 12           | "Don't Make Me Come Back There" "(Não Me Faça Ir Aí)"     | Uta Briesewitz      | Sara Hess                     | Aleida & Daya               | 11 de junho de 2015 |
| 39           | 13           | "Trust No Bitch" "(Não Confie em Ninguém)"                | Phil Abraham        | Jim Danger Gray & Jenji Kohan | vários                      | 11 de junho de 2015 |

### 4ª temporada (2016)
| N.º na série | N.º na temp. | Título                                                                  | Dirigido por       | Escrito por                 | Personagem(ens) em Destaque | Lançamento          |
| ------------ | ------------ | ----------------------------------------------------------------------- | ------------------ | --------------------------- | --------------------------- | ------------------- |
| 40           | 1            | "Work That Body for Me" "(Tudo Pelo Corpo)"                             | Andrew McCarthy    | Jenji Kohan                 | nenhum                      | 17 de junho de 2016 |
| 41           | 2            | "Power Suit" "(Poderosa ou o Quê?)"                                     | Constantine Makris | Sara Hess                   | Maria                       | 17 de junho de 2016 |
| 42           | 3            | "(Don't) Say Anything" "((Não) Diga Nada)"                              | Andrew McCarthy    | Jim Danger Gray             | Brook                       | 17 de junho de 2016 |
| 43           | 4            | "Doctor Psycho" "(Doutor Psycho)"                                       | Erin Feeley        | Carly Mensch                | Healy                       | 17 de junho de 2016 |
| 44           | 5            | "We'll Always Have Baltimore" "(Nós Sempre Teremos Baltimore)"          | Tricia Brock       | Jordan Harrison             | Maritza                     | 17 de junho de 2016 |
| 45           | 6            | "Piece of Sh*t" "(M*rda)"                                               | Uta Briesewitz     | Lauren Morelli              | nenhum                      | 17 de junho de 2016 |
| 46           | 7            | "It Sounded Nicer in My Head" "(Soa Melhor na Minha Cabeça)"            | Mark A. Burley     | Nick Jones                  | Lolly                       | 17 de junho de 2016 |
| 47           | 8            | "Friends in Low Places" "(Amigos no Lugar Errado)"                      | Phil Abraham       | Alex Regnery & Hartley Voss | nenhum                      | 17 de junho de 2016 |
| 48           | 9            | "Turn Table Turn" "(Virando o Jogo)"                                    | Constantine Makris | Sara Hess                   | Blanca                      | 17 de junho de 2016 |
| 49           | 10           | "Bunny, Skull, Bunny, Skull" "(Coelhinho, Caveira, Coelhinho, Caveira)" | Phil Abraham       | Carly Mensch                | nenhum                      | 17 de junho de 2016 |
| 50           | 11           | "People Persons" "(Ela é Popular)"                                      | Lev L. Spiro       | Nick Jones                  | Suzanne                     | 17 de junho de 2016 |
| 51           | 12           | "The Animals" "(Animais)"                                               | Matthew Weiner     | Lauren Morelli              | Bayley                      | 17 de junho de 2016 |
| 52           | 13           | "Toast Can't Never Be Bread Again" "(Torrada Não Volta a Ser Pão)"      | Adam Bernstein     | Tara Herrmann & Jenji Kohan | Poussey                     | 17 de junho de 2016 |

### 5ª temporada (2017)
| N.º na série | N.º na temp. | Título                                                      | Dirigido por       | Escrito por                                   | Personagem(ens) em Destaque | Lançamento         |
| ------------ | ------------ | ----------------------------------------------------------- | ------------------ | --------------------------------------------- | --------------------------- | ------------------ |
| 53           | 1            | "Riot FOMO" "(Medo de Ficar por Fora)"                      | Andrew McCarthy    | Jenji Kohan                                   | nenhum                      | 9 de junho de 2017 |
| 54           | 2            | "Fuck, Marry, Frieda" "(Transar, Casar, Matar)"             | Constantine Makris | Jordan Harrison                               | Frieda                      | 9 de junho de 2017 |
| 55           | 3            | "Pissters!" "(Companheiras de Pipi)"                        | Phil Abraham       | Rebecca Angelo & Lauren Schuker Blum          | Linda                       | 9 de junho de 2017 |
| 56           | 4            | "Litchfield's Got Talent" "(Litchfield's Got Talent)"       | Nick Sandow        | Josh Koenigsberg, Jenji Kohan & Tara Herrmann | Alison                      | 9 de junho de 2017 |
| 57           | 5            | "Sing It, White Effie" "(Canta, Effie)"                     | Phil Abraham       | Molly Smith Metzler                           | Watson                      | 9 de junho de 2017 |
| 58           | 6            | "Flaming Hot Cheetos, Literally" "(Cheetos em Chamas)"      | Andrew McCarthy    | Lauren Morelli                                | Taystee                     | 9 de junho de 2017 |
| 59           | 7            | "Full Bush, Half Snickers" "(Trança Total, Meio Chocolate)" | Uta Briesewitz     | Anthony Natoli                                | nenhum                      | 9 de junho de 2017 |
| 60           | 8            | "Tied to the Tracks" "(Amarradas aos Trilhos)"              | Michael Trim       | Carolina Paiz                                 | Daya                        | 9 de junho de 2017 |
| 61           | 9            | "The Tightening" "(Negociações)"                            | Erin Feeley        | Jordan Harrison                               | Red                         | 9 de junho de 2017 |
| 62           | 10           | "The Reverse Midas Touch" "(O Contrário do Toque de Midas)" | Laura Prepon       | Rebecca Angelo & Lauren Schuker Blum          | Piscatella                  | 9 de junho de 2017 |
| 63           | 11           | "Breaking the Fiberboard Ceiling" "(Em Busca do Paraíso)"   | Wendey Stanzler    | Lauren Morelli                                | nenhum                      | 9 de junho de 2017 |
| 64           | 12           | "Tattoo You" "(A Tatuagem de Cada Um)"                      | Mark A. Burley     | Tara Herrmann & Carolina Paiz                 | Piper & Alex                | 9 de junho de 2017 |
| 65           | 13           | "Storm-y Weather" "(Tempo de Tempestade)"                   | Jesse Peretz       | Lauren Morelli                                | nenhum                      | 9 de junho de 2017 |

### 6ª temporada (2018)
| N.º na série | N.º na temp. | Título                                                        | Dirigido por       | Escrito por           | Personagem(ens) em Destaque | Lançamento          |
| ------------ | ------------ | ------------------------------------------------------------- | ------------------ | --------------------- | --------------------------- | ------------------- |
| 66           | 1            | "Who Knows Better Than I" "(Quem Sabe Mais do Que Eu?)"       | Michael Trim       | Jenji Kohan           | Suzanne & Cindy             | 27 de julho de 2018 |
| 67           | 2            | "Sh*tstorm Coming" "(Tempestade de M*rda)"                    | Mark A. Burley     | Brian Chamberlayne    | Cindy                       | 27 de julho de 2018 |
| 68           | 3            | "Look Out for Number One" "(Você Tem Que Pensar em Si Mesmo)" | Erin Feeley        | Hilary Weisman Graham | Frieda, Carol & Barb        | 27 de julho de 2018 |
| 69           | 4            | "I'm the Talking Ass" "(Eu Sou o Burro Falante)"              | Phil Abraham       | Tami Sagher           | Nicky                       | 27 de julho de 2018 |
| 70           | 5            | "Mischief Mischief" "(Bagunça)"                               | Andrew McCarthy    | Anthony Natoli        | nenhum                      | 27 de julho de 2018 |
| 71           | 6            | "State of the Uterus" "(O Estado do Útero)"                   | Constantine Makris | Merritt Tierce        | Daddy                       | 27 de julho de 2018 |
| 72           | 7            | "Changing Winds" "(Ventos da Mudança)"                        | Andrew McCarthy    | Heather Jeng Bladt    | Mádison                     | 27 de julho de 2018 |
| 73           | 8            | "Gordons" "(Gordons)"                                         | Sian Heder         | Vera Santamaria       | Taystee & Tamika            | 27 de julho de 2018 |
| 74           | 9            | "Break the String" "(Corte o Cordão)"                         | Nick Sandow        | Kirsa Rein            | nenhum                      | 27 de julho de 2018 |
| 75           | 10           | "Chocolate Chip Nookie" "(Chocolate Chip Nookie)"             | Ludovic Littee     | Carolina Paiz         | Carol & Barb                | 27 de julho de 2018 |
| 76           | 11           | "Well This Took a Dark Turn" "(Situação Sinistra)"            | Laura Prepon       | Anthony Natoli        | nenhum                      | 27 de julho de 2018 |
| 77           | 12           | "Double Trouble" "(Problemas em Dobro)"                       | Clark Johnson      | Hilary Weisman Graham | nenhum                      | 27 de julho de 2018 |
| 78           | 13           | "Be Free" "(Liberte-se)"                                      | Nick Sandow        | Brian Chamberlayne    | Carol & Barb                | 27 de julho de 2018 |